# Eusynstyela misakiensis
Eusynstyela misakiensis is een zakpijpensoort uit de familie van de Styelidae. De wetenschappelijke naam van de soort is voor het eerst geldig gepubliceerd in 1972 door Watanabe & Tokioka. Het is een soort dat voorkomt in het westelijke deel van de Grote Oceaan van Japan tot Indonesië.